# Coregonus clupeaformis
Coregonus clupeaformis een soort houting (of marene) die voorkomt in Noord-Amerika. De vis wordt daar Lake whitefish genoemd. De wetenschappelijke naam duidt op vormgelijkenis met de haring. Houtingen zijn straalvinnige vissen uit de familie van echte zalmen (Salmonidae) en behoren tot de orde van zalmachtigen (Salmoniformes).

## Kenmerken
Houtingen zijn op uiterlijke kenmerken zeer lastig van elkaar te onderscheiden. De volwassen Coregonus clupeaformis is gemiddeld 54 cm, maar kan een lengte bereiken van 100 cm en een gewicht van 19 kg. Bij de determinatie zijn verder de verhoudingen tussen lengte en breedte, vorm van de bek, kleur en de aantallen vinstralen, schubben op de zijlijn en kieuwboogaanhangsels van belang.

## Leefomgeving
Deze marene komt zowel in zoet, brak als zout water voor. Het verspreidingsgebied strekt zich uit van Alaska, Canada, het gebied van de Grote Meren tot midden Minnesota. De soort is ook uitgezet in meren in de Andes. De vis komt voor op diepten tussen 20 en 130 m onder het wateroppervlak.

## Relatie tot de mens
Deze houting is voor de beroepsvisserij en de sportvisserij van aanzienlijk belang. Daarnaast wordt de vis op uitgebreide schaal gekweekt om elders uit te zetten ter verbetering van de visserij.